# Impatiens buennemeijeri
Impatiens buennemeijeri är en balsaminväxtart som beskrevs av C. Grey-wilson. Impatiens buennemeijeri ingår i släktet balsaminer, och familjen balsaminväxter. Inga underarter finns listade i Catalogue of Life.